# Politique au Bénin
Le Bénin est une république multipartite à régime présidentiel, où le président est à la fois chef de l’État et chef du gouvernement. Le pouvoir exécutif est aux mains du gouvernement tandis que le pouvoir législatif est partagé entre le gouvernement et le parlement. Le pouvoir judiciaire est indépendant des deux premiers. La constitution en vigueur fut promulguée en 1990.

## Pouvoir exécutif
Le président de la République est élu à la majorité absolue pour cinq ans et peut exécuter deux mandats. Les candidats doivent être de nationalité béninoise depuis au moins dix ans, et âgés de 40 ans au moins et 70 ans au plus à la date de leur candidature.
L'actuel président de la République est Patrice Talon (depuis 2016).

## Pouvoir législatif
L’Assemblée nationale est l’unique chambre du parlement, composée de 83 sièges repourvus tous les quatre ans.

## Partis politiques et élections
Le multipartisme date de la Constitution du Bénin de 1990.
Le statut des partis politiques est précisé par une « Charte des partis politiques », révisée régulièrement. Les partis politiques sont autorisés et déclarés officiellement au Bénin. En échange de conditions de représentativité (par exemple avoir au moins trois membres fondateurs dans chaque région administrative), les partis reçoivent une assistance financière. La « transhumance politique », le changement de parti en cours de mandat par les élus, est interdite depuis 2001.
Une élection présidentielle, sous la forme d'un scrutin uninominal majoritaire à deux tours, a lieu tous les cinq ans.
Des élections législatives générales, sous la forme d'un système du quotient électoral dans chaque département, ont lieu tous les quatre ans,.
Des élections communales, municipales et locales, sous la forme d'un scrutin proportionnel plurinominal, sont organisées en principe tous les cinq ans. Les mandats sont renouvelables.

## Pouvoir judiciaire
La Cour suprême est la plus haute instance judiciaire. La Haute cour de justice est composée des membres de la Cour constitutionnelle, du parlement et du président de la Cour suprême.
Les citoyens peuvent saisir directement la Cour constitutionnelle contre le gouvernement.